# Rhampholyssa
Rhampholyssa is een geslacht van kevers uit de familie oliekevers (Meloidae).
Het geslacht is voor het eerst wetenschappelijk beschreven in 1863 door Kraatz.

## Soorten
Het geslacht omvat de volgende soorten:
- Rhampholyssa antennata Reitter, 1906
- Rhampholyssa stevenii (Fischer von Waldheim, 1824)